# برگ نخلی

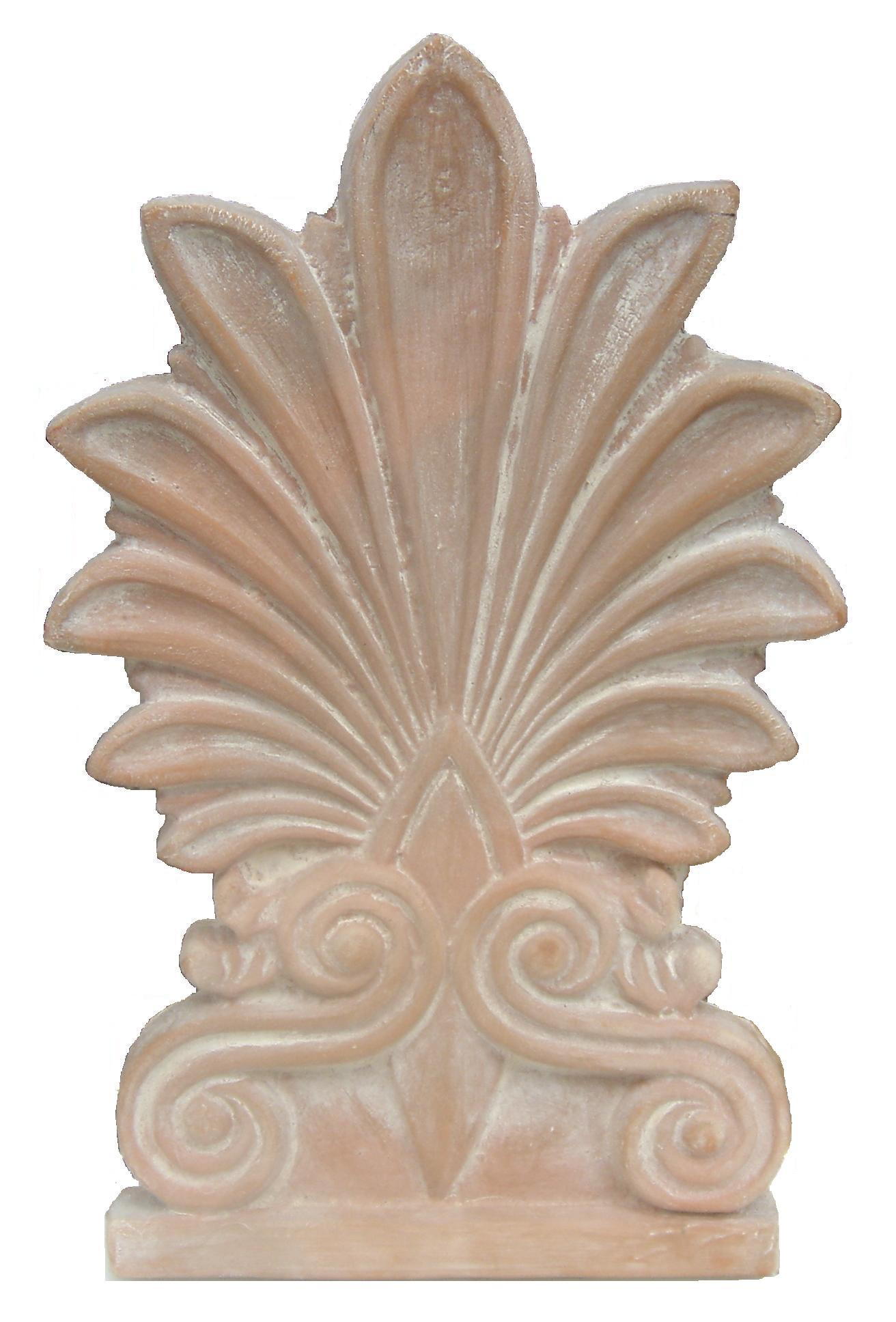
یک روقرنیزی به شکل برگ نخل.

برگ نخلی نوعی از نقش و تزئین در هنر است که شکل ترسیمی آن به صورت برگ درخت نخل باشد. برگ‌های نخل به صورت تکه‌های بادبزن و مانند پرتوهای خورشید از یک نقطه به بیرون منشعب می‌شوند.
تزئین برگ نخلی پیشینه‌ای دیرینه دارد و از مصر باستان ریشه گرفته و سپس در بیشتر مناطق اوراسیا نفوذ داشته است. از این نقش‌مایه بیشتر در حاشیه‌های تزئینی بناها استفاده می‌شود.
تکامل نقش‌های برگ نخلی در طول تاریخ نخستین بار توسط آلوئیس ریگل در کتاب پرسمان‌های سبک بررسی شد. آلوئیس ریگل یک متخصص تاریخ هنر اهل اتریش بود که کتاب خود را در سال ۱۸۹۳ منتشر کرد.